# Latosaaret (ö i Birkaland, Övre Birkaland)
Latosaaret är en ö i Finland. Den ligger i Ruovesi och i kommunen Ruovesi i den ekonomiska regionen  Övre Birkalands ekonomiska region  och landskapet Birkaland, i den södra delen av landet, 210 km norr om huvudstaden Helsingfors. Öns area är 0,6 hektar och dess största längd är 210 meter i sydöst-nordvästlig riktning.